# La Cuerda Larga

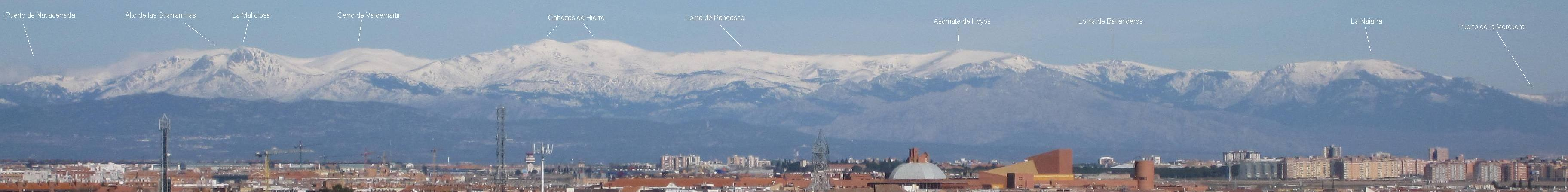
Panorama över södra sidan av Cuerda Larga. Bilden tagen från toppen av Cerro Buenavista.

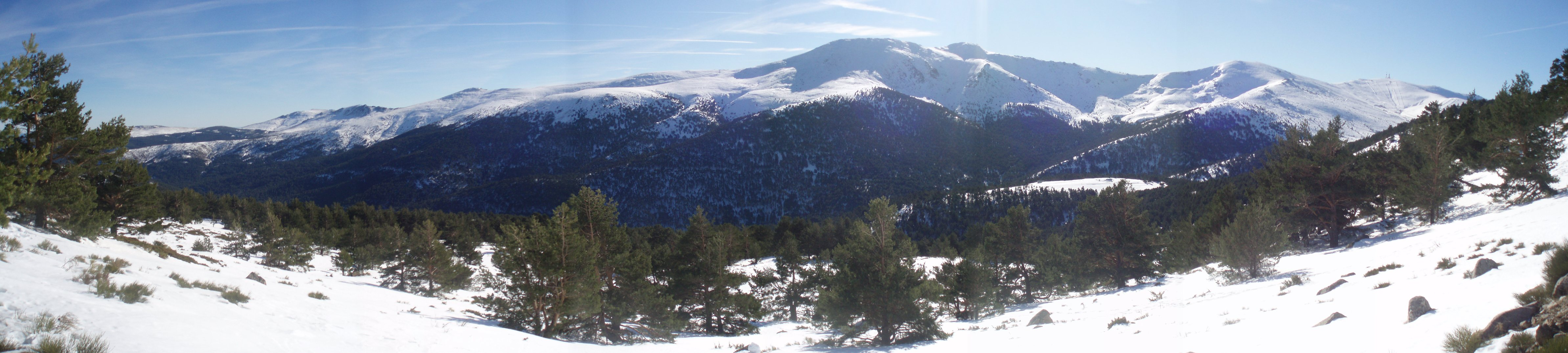
Norra sidan av Cuerda Larga vintertid, sedd från Parque Natural de Peñalara.

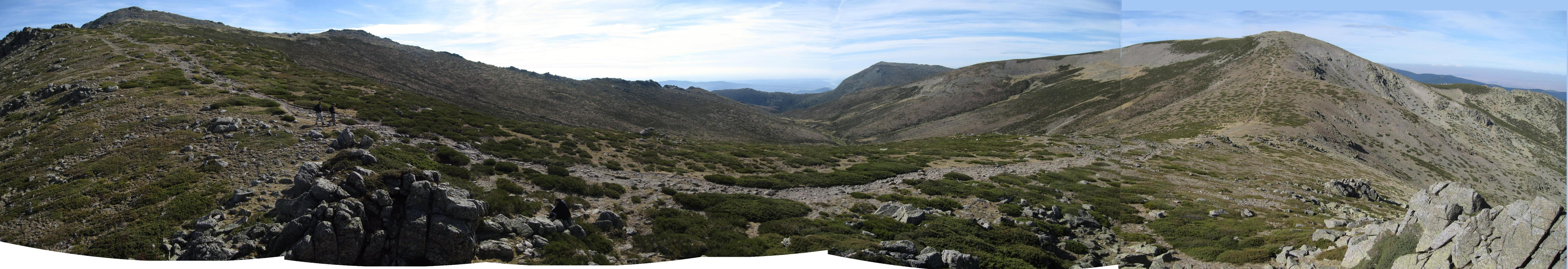
Vandringsled på Cuerda Larga mellan Cabezas de Hierro (vänster) och Cerro de Valdemartín (höger).

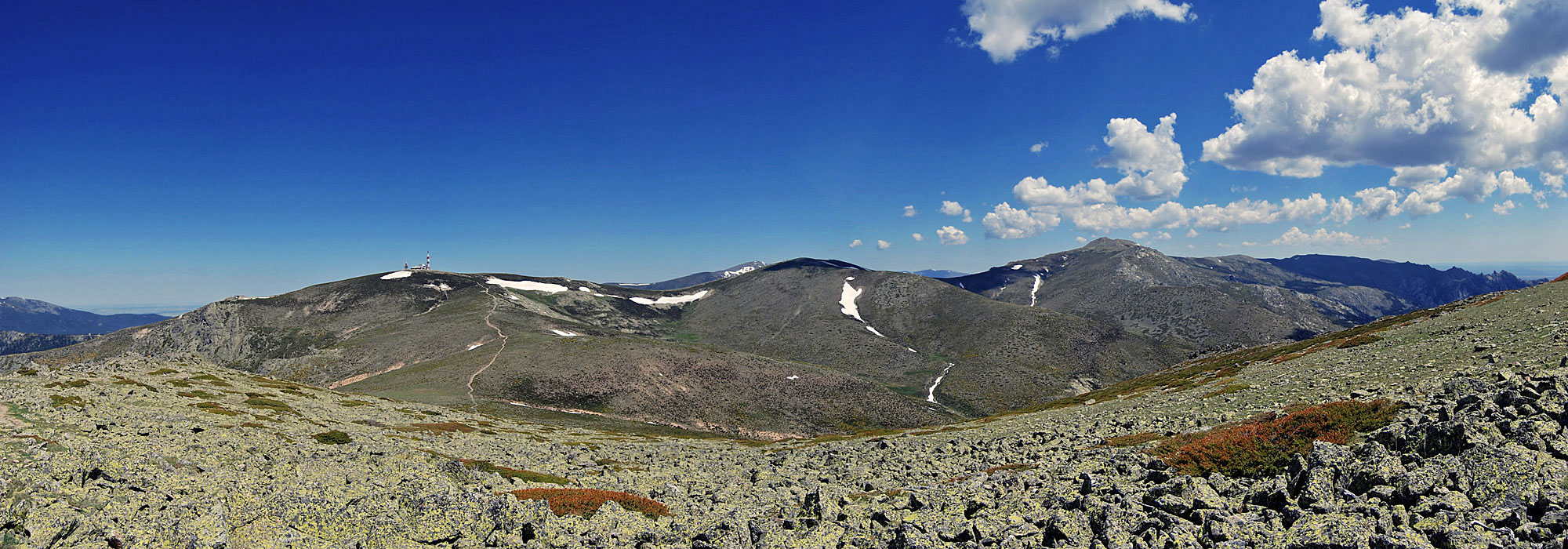
Vy över Cuerda Larga från la Maliciosa.

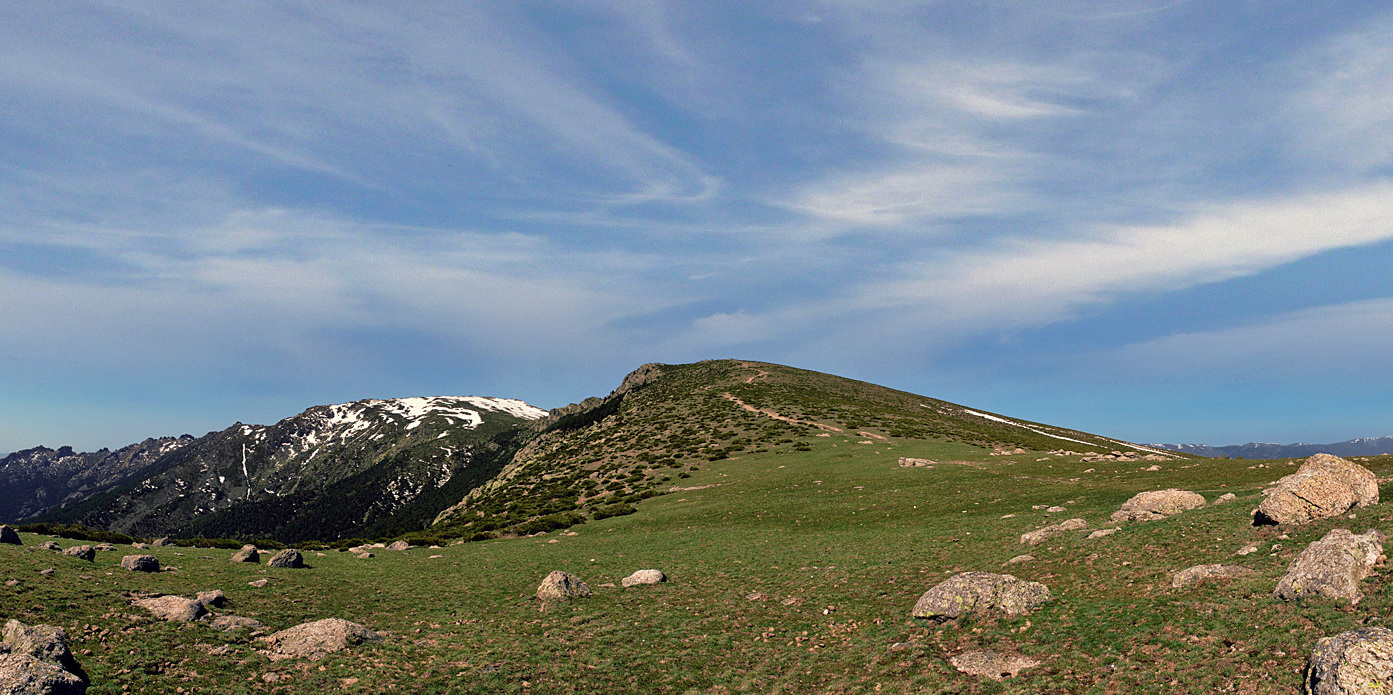
Vy över östra sluttningen av Bailanderos, sedd från kullen La Najarra.

La Cuerda Larga (långa repet) är en av de viktigaste utlöparna av Sierra de Guadarrama (en bergskedja, som hör till Sistema Central). Bergskedjan sträcker sig från väst-sydöst till nordöst i den nordöstra delen av Madrid (Spanien) och har en längd av 16 km fågelvägen (25 km till fots längs hela sträckningen). Den börjar vid Puerto de Navacerrada (västra änden) på en höjd av 1858 meter och slutar vid Morcuera (östra änden).
Det är ett av de högsta områdena av Sierra de Guadarrama och har en genomgående höjd av mer än 2100 meter. Den högsta toppen är Cabeza de Hierro Mayor, som med sina 2383 meter är den näst högsta toppen i Madrid. På norra sidan av Cuerda Larga ligger den övre delen av Lozoyadalen, och på södra sidan breder Garganta del Manzanares, La Pedriza, ut sig, ett naturskönt område med stort idrottsligt intresse, och dalgången Hueco de San Blas. Cuerda Larga utgör skiljelinjen mellan avrinningsområdena för Lozoya i norr, och Manzanares i söder, båda tillflöden till Jarama.
Öster om Cuerda Larga ligger Sierra de la Morcuera, en lägre bergskedja som har samma riktning. Den börjar vid puerto de la Morcuera. I den östligaste änden av Cuerda Larga, i Bola del Mundo, börjar en bergig ås som heter sierra de los Porrones och löper mot sydöst. Bergshöjden sjunker gradvis när man rör sig i nämnda riktning.
Bergen som bildar Cuerda Larga är i ordning från väster till öster följande:
- Bola del Mundo, 2265 m
- Cerro de Valdemartín, 2283 m
- Cabeza de Hierro Menor, 2374 m
- Cabeza de Hierro Mayor, 2383 m
- Loma de Pandasco, 2238 m
- Asómate de Hoyos, 2242 m
- Loma de Bailanderos, 2133 m
- La Najarra, 2119 m